# Eteobalea
Eteobalea là một chi bướm đêm thuộc họ Cosmopterigidae.

## Các loài
- Eteobalea albiapicella (Duponchel, 1843)
- Eteobalea alypella (Klimesch, 1946)
- Eteobalea anonymella (Riedl, 1965)
- Eteobalea beata (Walsingham, 1907)
- Eteobalea dohrnii (Zeller, 1847)
- Eteobalea gronoviella (Scopoli, 1772)
- Eteobalea intermediella Riedl, 1966
- Eteobalea isabellella (O. Costa, 1836)
- Eteobalea siciliae (Riedl, 1966)
- Eteobalea sumptuosella (Lederer, 1855)
- Eteobalea teucrii (Walsingham, 1907)
- Eteobalea tririvella (Staudinger, 1871)